# Norra Gåsklobben
Norra Gåsklobben är en ö i Finland. Den ligger i Skärgårdshavet och i kommunen Pargas i den ekonomiska regionen  Åboland i landskapet Egentliga Finland, i den sydvästra delen av landet. Ön ligger omkring 44 kilometer väster om Åbo och omkring 190 kilometer väster om Helsingfors. Norra 
Öns area är 1,4 hektar och dess största längd är 220 meter i nord-sydlig riktning.  Närmaste större samhälle är Tövsala, 16,2 km nordost om Norra Gåsklobben.